# Pieter Pourbus
Pour les articles homonymes, voir Pourbus.
Pieter Pourbus, né à Gouda en 1523 ou 1524 et mort à Bruges le 30 janvier 1584, est un peintre, dessinateur, ingénieur et cartographe de la Renaissance flamande, actif à Bruges au XVIe siècle. Il est principalement connu pour sa peinture religieuse et ses portraits.

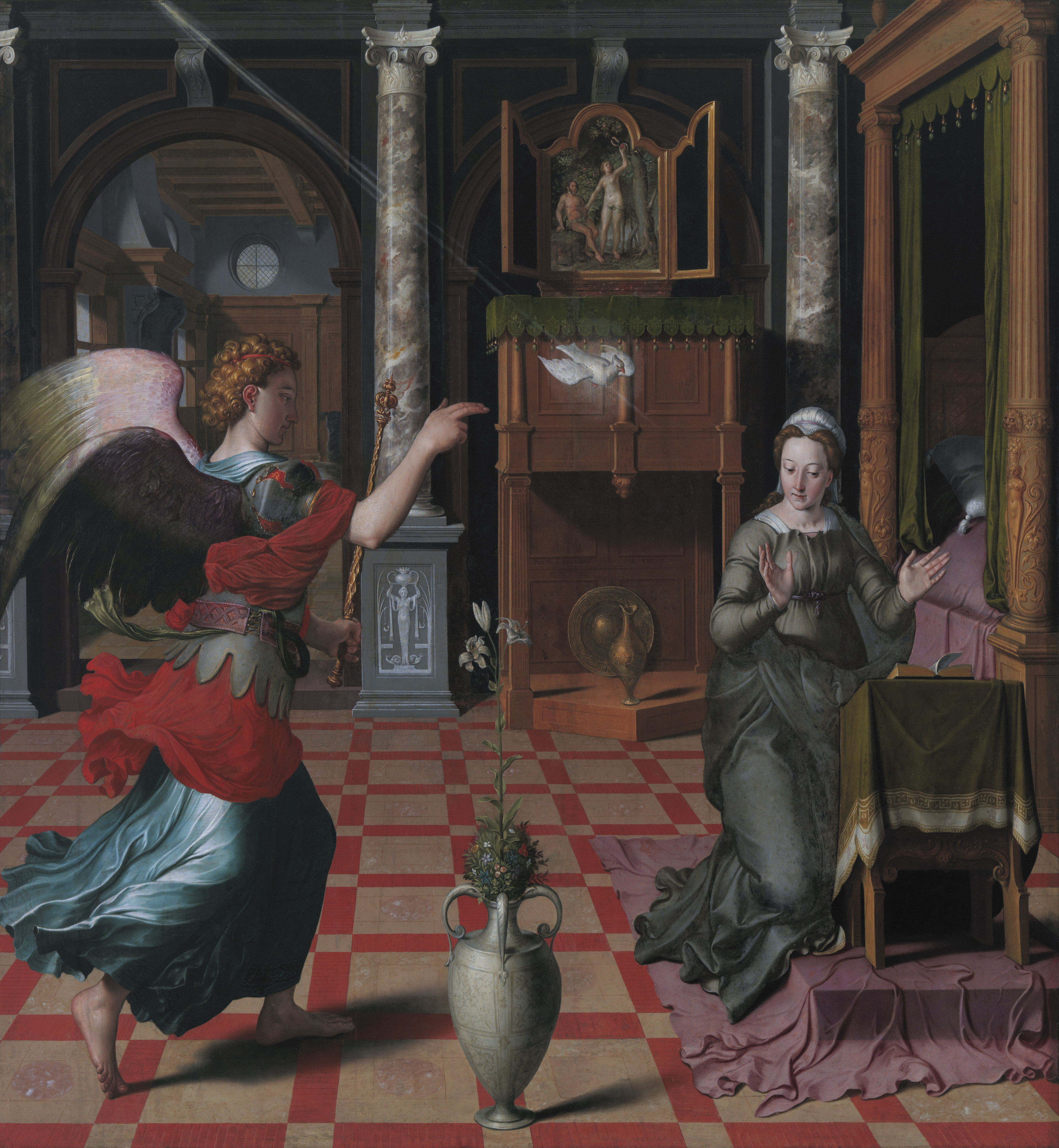
L'Annonciation, 1552, huile sur panneau,, signé et daté : « PETRVS POVRBUS ME FECIT 1552 »,, Pays-Bas

## Biographie

### Naissance et origine
On sait très peu de choses sur l'enfance et la jeunesse de Pieter Pourbus, à l'époque où il vivait à Gouda. Toutes les sources ne font qu'une brève mention de ses origines. Elles s'accordent, toutefois, sur les points suivants : Pieter Pourbus est né à Gouda en 1523 ou 1524 et il s'est installé à Bruges à l'âge de 20 ans.

#### Gouda
Sa première biographie a été écrite par l'artiste biographe contemporain Karel van Mander dans son célèbre ouvrage Schilder-boeck de 1604,,. Ils se sont rencontrés en 1580, lorsque Van Mander a fui les ravages de la guerre de Quatre-Vingts Ans et est resté à Bruges pendant un certain temps. Pourbus a dû le submerger d'informations sur tous les beaux sites de Bruges à cette époque, car il était la source de la plupart des écrits de Van Mander concernant l'école de peinture de Bruges.
À l'occasion de l'exposition sur Pieter Pourbus au musée Gouda en 2018, malgré le peu d'informations connus sur ses liens avec la ville, Paul Abels a souligné dans le catalogue de cette exposition, le rôle qu'elle a joué dans sa vie, en s'appuyant sur le contexte de la vie religieuse et sociale médiévale à Gouda.
Le nom Pourbus apparaît plusieurs fois à Gouda au début du xvie siècle. Mais selon Abels, une seule personne dans les archives pourrait effectivement être considérée comme le père de Pourbus, à savoir « Jan Pieterssoen Puerboss », qui figure dans les comptes de la ville en 1529. Ces archives mentionnent un paiement qui lui a été fait pour avoir « peint le tableau qui se tient devant la fenêtre ». La mention est brève, mais elle permet de corroborer Van Mander sur les racines de Pourbus à Gouda par une autre source contemporaine.
Cette source montre également qu'il était également peintre, bien qu'il ne soit pas possible de savoir quelles étaient ses réelles compétences artistiques. La mention se réfère très probablement à la peinture d'un blason (de ville) sur un volet.
On ignore où a eu lieu la formation initiale de Pourbus en tant que peintre. Il a peut-être étudié son métier avec des peintres basés à Utrecht tels que Jan van Scorel ou les maîtres de Leyde. Des recherches techniques récentes suggèrent Leyde, plus encore qu'Utrecht. Lucas van Leyden et Cornelis Engelbrechtsz décèdent alors que Pourbus est encore un enfant, mais il est peut-être entré en contact avec les trois fils d'Engelbrechtsz, Cornelis (en), Lucas (en), et Pieter, qui ont suivi les traces de leur père et sont devenus des peintres à part entière.

#### De Gouda à Bruges
Le déménagement de Pourbus à Bruges s'explique par le fait que Bruges est alors connue pour être une ville qui produit une excellente peinture, bien que cette réputation diminue légèrement lorsque Pourbus arrive. Les deux villes sont étroitement liées par le commerce de la bière, qui était à l'époque le principal secteur d'activité de Gouda. C'est un territoire familier pour les habitants de Gouda et Pourbus aura entendu beaucoup d'histoires sur cette ville dans son enfance, une des plus grandes des Pays-Bas à l'époque avec environ 40 000 habitants, et un centre de commerce international renommé, bien que son déclin s'amorce au profit d'Anvers au cours du xvie siècle.
À l'époque, Pourbus ne se considérait lui-même pas comme originaire de Bruges. Lorsqu'il s’inscrit en tant que maître peintre auprès de la guilde des sculpteurs et selliers en 1543 sous le nom de « Pieter Jansyns Poerbus », il est explicitement marqué « comme un étranger » (vrymde) dans les registres. Il devait avoir 19 ou 20 ans à l'époque, sur la base des mentions de son âge dans une série de documents contemporains. De là, on peut conclure qu'il doit être né en 1523 ou 1524.
Il n'y a pas de portrait ou d'autoportrait de Pieter Pourbus, mais Paul Huvenne pense qu'il s'est probablement représenté sur l'aile gauche de l'autel du « Triptyque de la fraternité du Saint-Sacrement » dans la Cathédrale Saint-Sauveur de Bruges.

### Pourbus à Bruges
Peu de temps après son inscription à la Guilde des sculpteurs et selliers de Bruges en 1543 (la « Guilde de Saint-Luc » de Bruges), il se marie avec Anna, la plus jeune fille du peintre Lancelot Blondeel. Ce mariage avec la fille d'un artiste établi sans héritiers masculins est très important pour sa réputation et sa carrière future de maître peintre,. En 1545 ou 1546, elle lui donne un fils, Frans (« Frans Pourbus l’Ancien »), qui est prédestiné à reprendre la brosse de son père après lui.
On connaît très peu de détails concrets de ses premières années à Bruges, ainsi que sur sa formation. Il semblerait qu'il ait d'abord travaillé sous l'aile de son propre beau-père.
Pourbus s'intègre facilement à la ville de Bruges et devient membre de la guilde des arbalétriers de Saint-Georges à partir de 1544.

#### Élève de Blondeel
Blondeel, peut-être l'artiste de sa génération faisant le plus autorité à Bruges, y a introduit une première forme de peinture de la renaissance italienne.

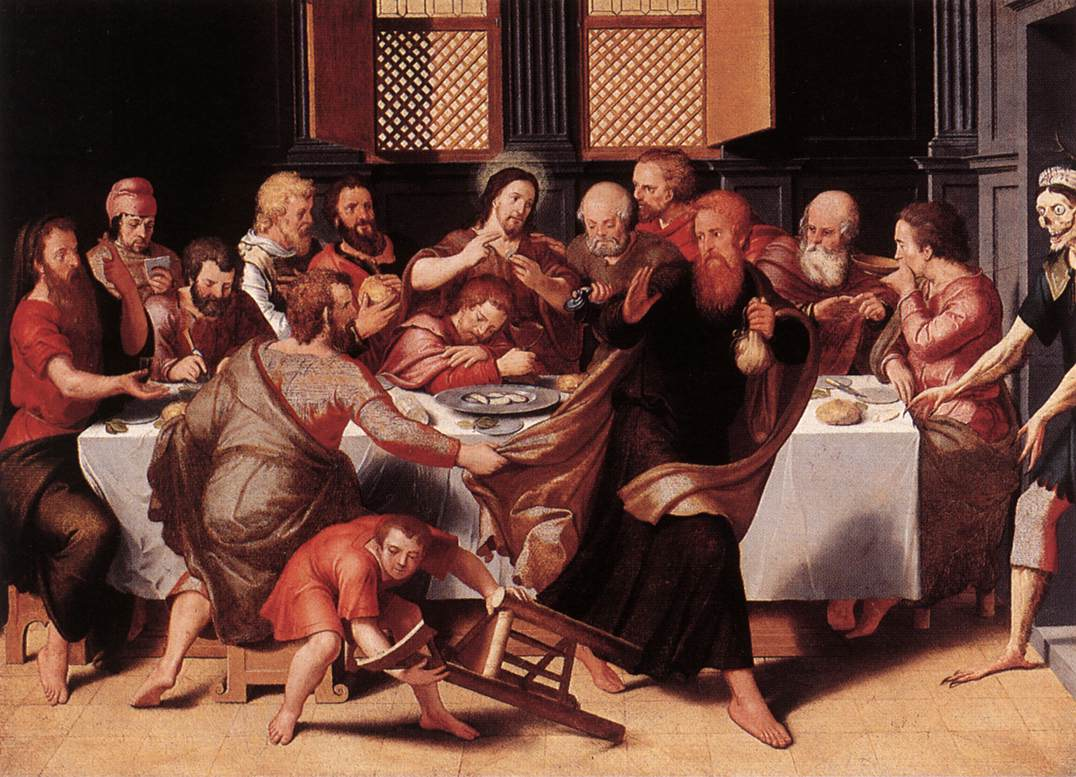
La cène, 1548,, Groeningemuseum, Bruges

Les premiers travaux de Pourbus s'inscrivent dans cette école de peinture. En fait, on ne sait pas dans certains cas si les œuvres sont le résultat d'une collaboration ou si elles ont été peintes par lui individuellement. Paul Huvenne penche pour une collaboration des deux artistes par exemple dans le cas des Sept joies de la Vierge, qui se trouve dans la cathédrale Notre-Dame de Tournai.
Une des premières œuvres de Pourbus, La Cène, indique que son beau-père l'a également introduit dans les cercles des Rederijkers ou rhétoriciens de poètes amateurs et d'artistes récitants. Ces réunions sont organisées par la Chambre du Saint-Esprit. Blondeel, qui en est un membre très respecté, l'y a peut-être présenté. Il représente la Cène comme elle est décrite dans les refrains du rhétoricien Eduard van Dene. On remarquera sur ce petit tableau une iconographie rare pour ce sujet, avec la présence d'un diable entrant dans la pièce sur la droite du tableau. Il a peint cinq autres tableaux de La Cène, tous imposants en taille, contrairement au premier, et notamment en 1559 le Triptyche de la Fraternité du Saint Sacrement (cathédrale Saint-Sauveur de Bruges) et celui de 1562 qui se trouve dans l'église Notre-Dame, à Bruges. Le premier a toujours ses deux volets d'origine, celui de gauche montrant l'offrande de Melchisedech et celui de droite, Elie nourri par les anges.

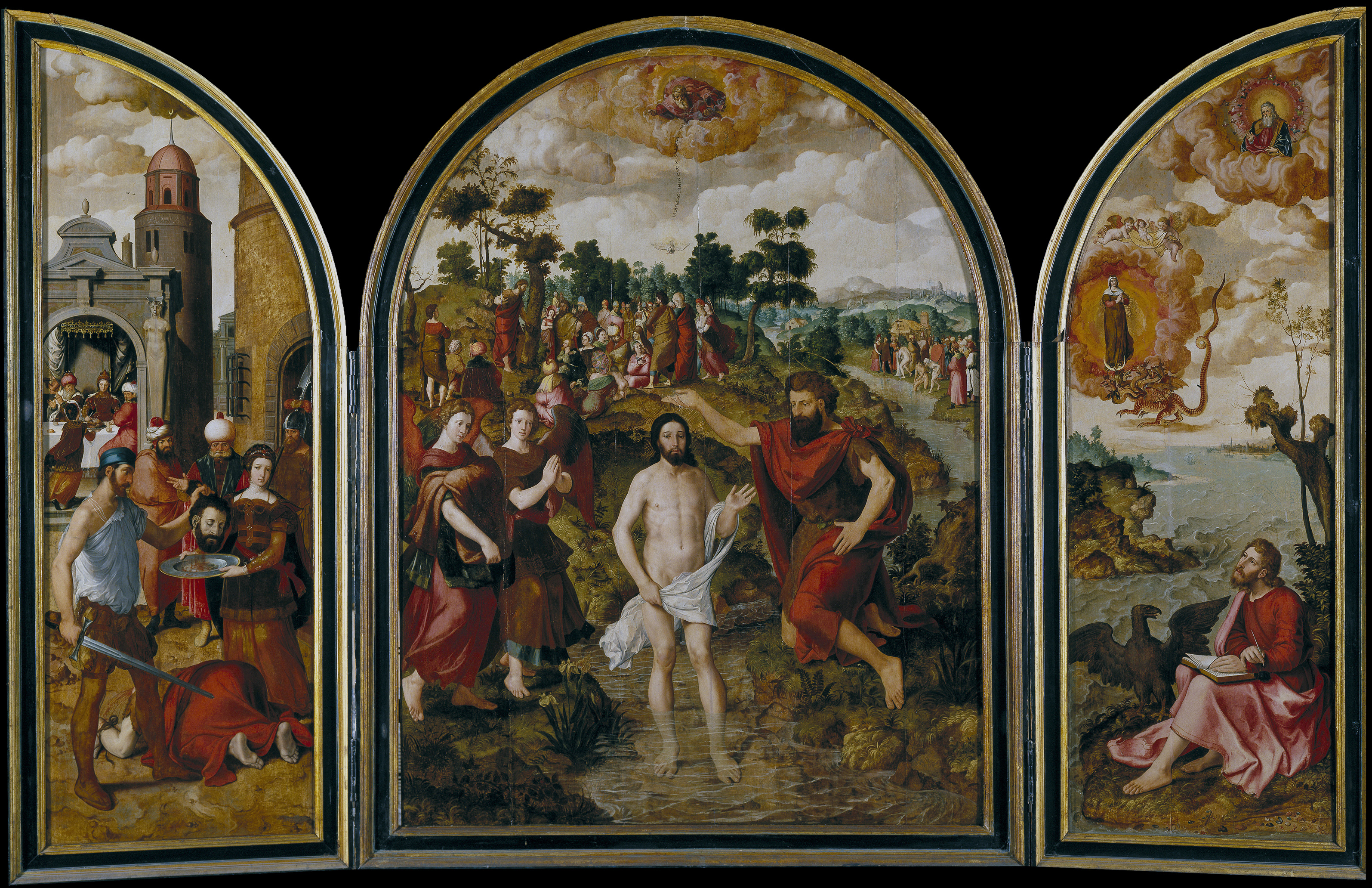
Triptyque du Baptême du Christ, 1549,, Musée du Prado, Madrid

On ne sait pas exactement quand Pourbus a commencé à travailler pour lui-même. On sait en revanche qu'il a commencé à peindre pour le marché de l'art espagnol à un stade précoce. Son triptyque monumental Le Baptême du Christ, qui remonte à 1549 et est aujourd'hui accroché au Musée du Prado de Madrid, montre à quel point ces commandes peuvent être importantes.
Une de ses œuvres récemment découvertes est l'épitaphe espagnole de Martin Cruzat, qui date de 1548. Il s'agit d'une Pietà classique représentant le portrait du défunt, visiblement destinée à la tombe de son église paroissiale de Pampelune. L'œuvre a été présentée pour la première fois au public lors de l'exposition du Musée de Gouda (nl) en 2018.
Un autre tableau des premières années de Pourbus à Bruges est son dernier ouvrage d'histoire non religieuse, Une allégorie de l'amour véritable, actuellement dans les collections de la Wallace Collection à Londres.

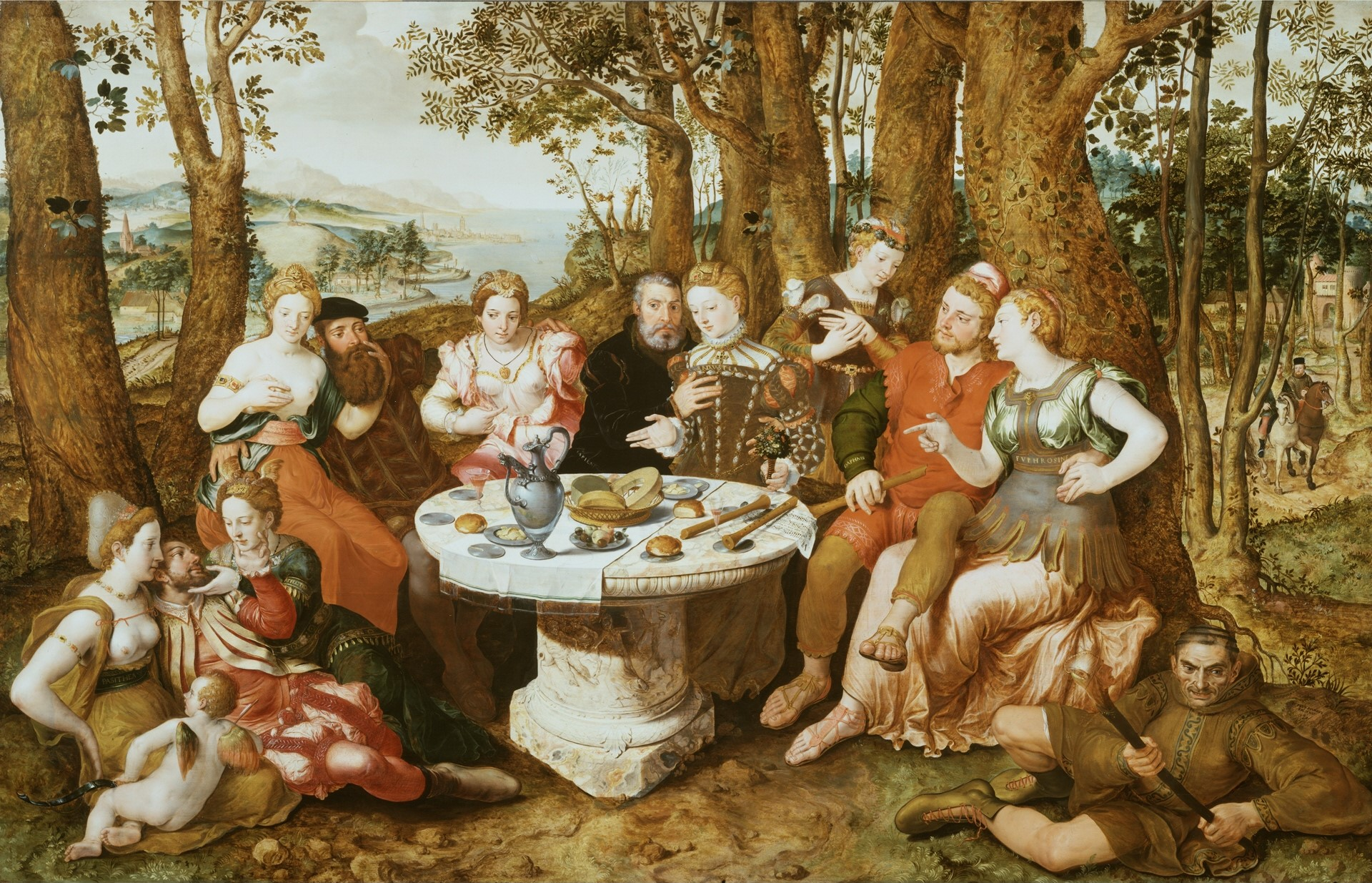
Une allégorie de l'amour véritable, c. 1547,, Wallace collection, Londres

Ce tableau montre à quel point le style de peinture de Pourbus est alors vraiment innovant.

#### Renommée autonome et grandissante et membre actif de la Guilde

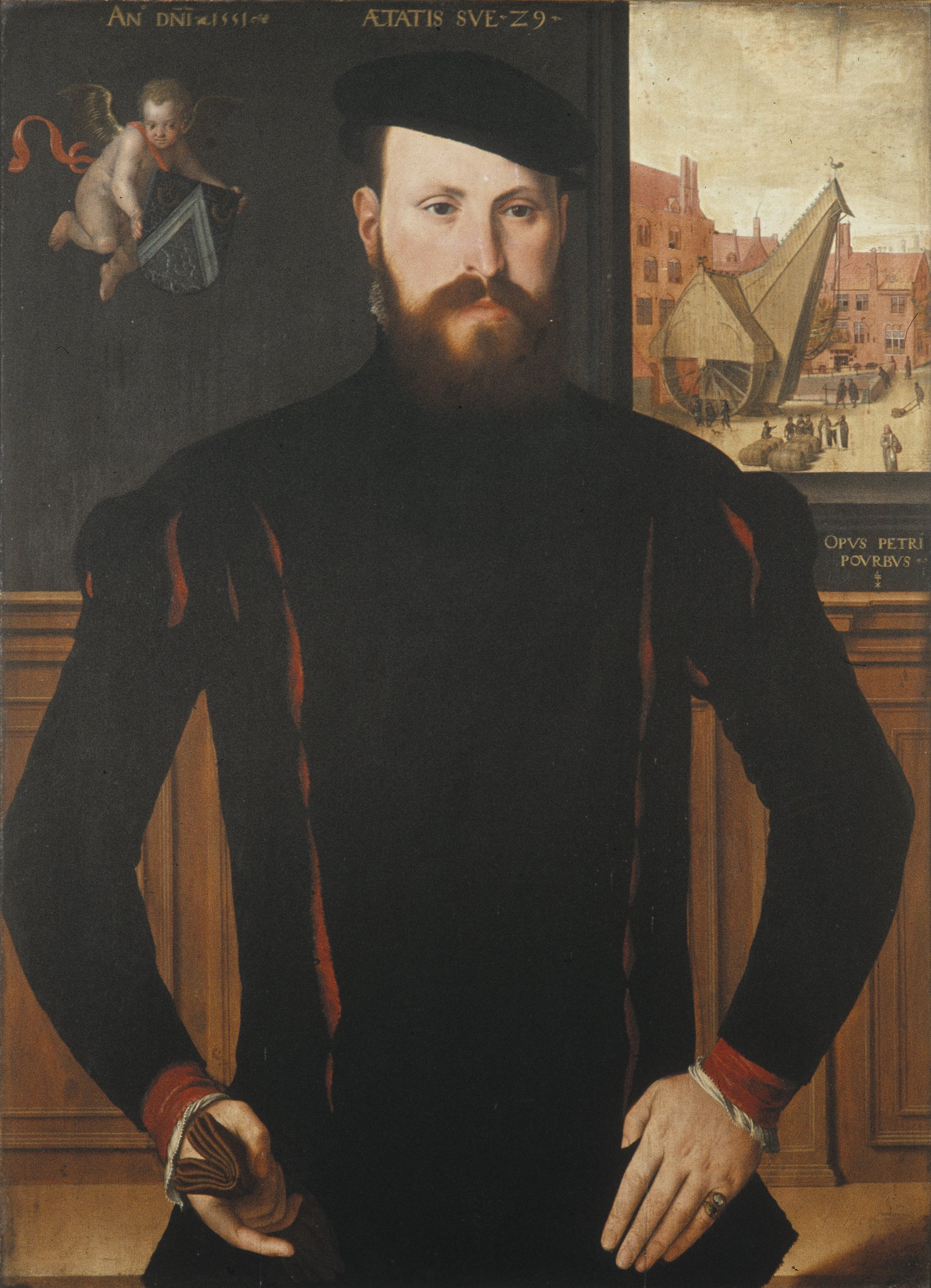
Portrait de Jan van Eyewerve, 1551, Groeningemuseum, Bruges

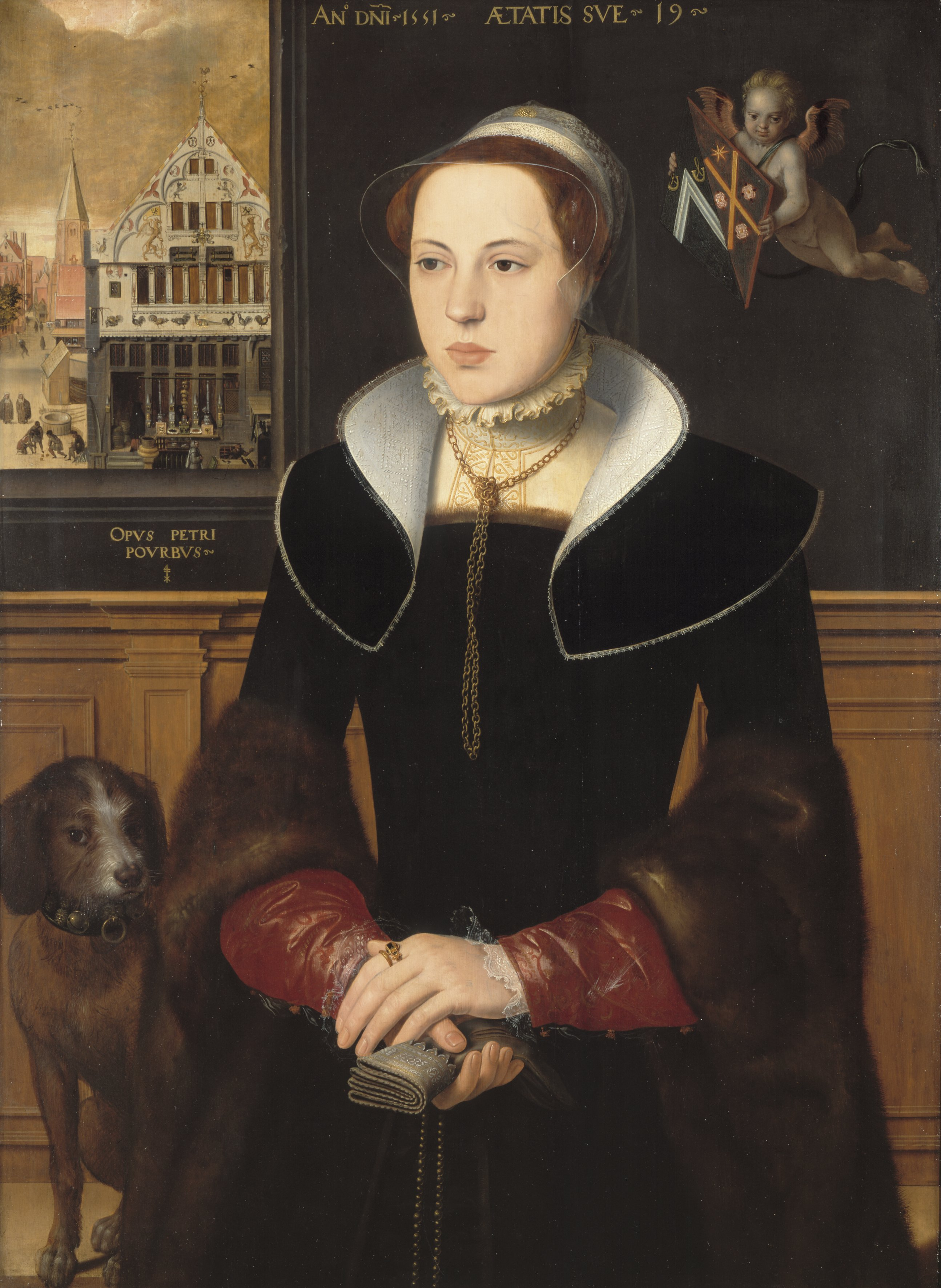
Portrait de Jacquemyne Buuck, 1551, Groeningemuseum, Bruges

À partir de 1549, Pourbus quitte l'ombre de son beau-père. Dès lors, son nom commence à apparaître dans toutes sortes de documents historiques avec une grande fréquence. Il est nommé chaque année, et parfois même quotidiennement, dans de nombreuses sources officielles.
Sa première commande importante, en 1549, est un ensemble de dessins préparatoires pour la Joyeuse entrée de l'empereur Charles Quint et le couronnement du prince Philippe II d'Espagne à Bruges. Cette commission notable aura également joué un rôle dans l'augmentation de sa renommée (Joyeuse entrée de Charles Quint et du prince Philippe II en 1549).
D'autres commandes affluent : un projet pour une nouvelle salle de banquet et Le Jugement dernier, tous deux des commandes du Franc de Bruges, le territoire légalement autonome de Bruges.
Une autre commande importante est celle pour le mausolée de Marguerite d'Autriche au couvent de l'Annonciation à Bruges, dont la magnifique Annonciation est actuellement exposée au musée de Gouda,. Marguerite d'Autriche, gouverneur des Pays-Bas, avait souhaité qu'après sa mort (en 1530), son cœur soit enterré au couvent de l'Annonciation. De cette importante commande impériale en 1550, quand son neveu Charles Quint accède à son souhait vingt ans après sa mort, il ne reste que ce panneau qui faisait partie d'un grand triptyque.
Pourbus est progressivement devenu le maître peintre préféré de la bourgeoisie, comme le marchand de vin Jan van Eyewerve et son épouse Jacquemyne Buuck, qui lui commandent leurs portraits pour célébrer leur mariage.
Il signe maintenant toutes ses œuvres, ce qui témoigne tout autant de la montée de sa confiance que de sa renommée.
À partir de 1551, Pourbus devient un membre éminent et actif du conseil de sa guilde. Il sert deux mandats comme doyen de la guilde et cinq mandats en tant qu'ancien assermenté, et se montre très engagé dans ses fonctions. Par exemple, en tant qu'ancien, il participe à des contrôles de qualité sur les autres membres de la guilde. Ainsi, il rend visite à Simon Puseel après la mauvaise performance de ce dernier dans la dorure du dôme de la chapelle de Jérusalem à Bruges. En tant que doyen, il agit pour empêcher la vente de peintures de Dordrecht à l'intérieur des murs de la ville. Il défend également à plusieurs reprises les intérêts de la guilde dans la location de terrains dont elle est propriétaire dans la province de Zélande. De toute évidence, Pourbus était un membre très actif et engagé de la Guilde des sculpteurs et selliers de Bruges.
Ses importants travaux le rendent riche. En 1552, Pourbus achète la Huis Rome (la maison de Rome) sur la Jan Miraelstraat (nl). Van Mander écrit plus tard que Pourbus y a installé le meilleur atelier de peinture qu'il ait jamais vu.

#### Importante activité cartographique
Il a également réalisé de nombreuses cartes topographiques.
Il a commencé à utiliser une nouvelle méthodologie basée sur la triangulation qui a abouti à des cartes très modernes. Il s'agissait d'un nouveau format pour les rapports visuels destiné à soutenir les rapports des géomètres, selon les principes développés par Gemma Frisius, son contemporain.
On ne sait pas exactement comment Pourbus a obtenu ces connaissances. Mais on remarque que son beau-père, Blondeel, était aussi cartographe, et que sa carte de 1549 du canal entre Damme et Sluis indique qu'il utilisait probablement déjà cette nouvelle technique à cette époque, constituant un grand mouvement innovant dans les années 1540 à Bruges.
Par décision du 13 décembre 1561, le Franc de Bruges lui accorde la commande de la Grande Carte, que Pourbus a réalisée ensuite pendant plusieurs années. Cette commande est très bien documentée dans les archives de la ville, tout au long des années de son exécution, et chaque année, où il rend compte régulièrement de son travail, ce qui lui permet de recevoir de nombreuses avances d'argent, comme encore en 1567-1568. Il termine cette œuvre imposante en 1571.

### Meilleures années de Pourbus
La décennie suivant sa percée en 1550 révèle le meilleur travail de sa carrière.

#### Prédilection pour le portrait
Au cours de cette décennie, Pourbus devient un peintre de portraits sans pareil. Le beau portrait de Pourbus de Joris (?) Van den Heede, dont la devise familiale « sint sine dentes sales » (« soyez plein d'esprit sans dépit ») a été reprise mot pour mot de l'introduction d'Érasme à L'éloge de la folie, rappelle celui de Jan van Eyewerve. Et avec ses portraits de Pieter Dominicle et sa femme Livina van der Beke, Pourbus se surpasse vraiment en tant que portraitiste.

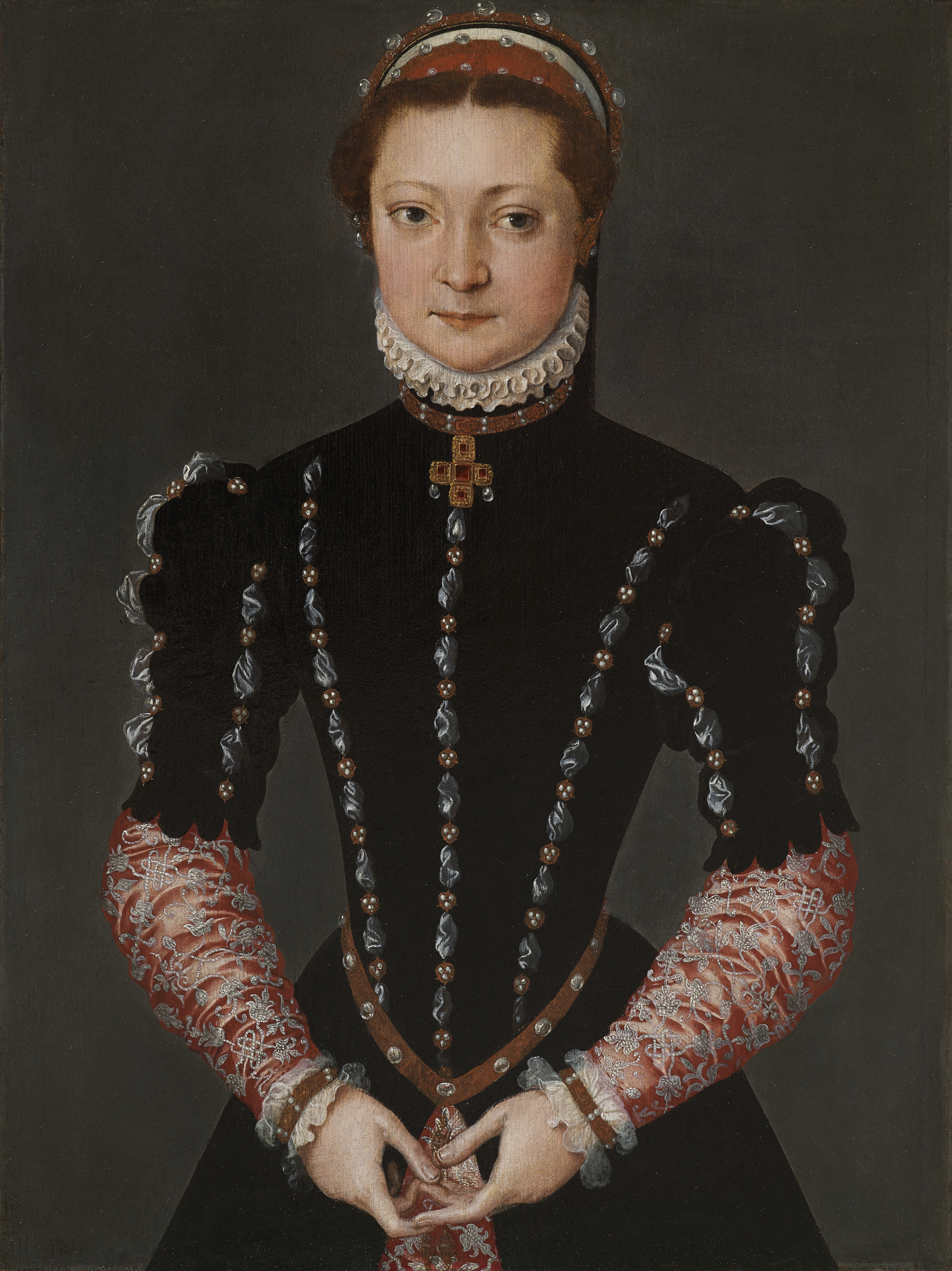
Portrait d'une jeune femme noble,, signé et daté de 1554, collection privée

L'élégance captivante avec laquelle il peint les jeunes femmes est encore plus évidente dans son Portrait d'une jeune femme noble, plus petit, mais non moins gracieux, d'une collection privée. Comme il n'y a pas d'inscription ou d'écusson familial, il est impossible d'identifier la dame représentée, mais sa robe riche, son apparence distinguée et son regard conscient suggèrent qu'il s'agit d'une dame de réputation considérable. Sa robe, avec son délicat col en dentelle, nous permet de dater le portrait comme ayant été peint avant 1560. C’est un des plus beaux exemples du style des portraits intimistes de Pourbus. Il parvient à élever la ressemblance frappante que l'on attend de tout portrait vers une icône qui rayonne des valeurs sociétales et spirituelles. Ce faisant, il confère à la personne représentée une beauté détachée mais animée qui ne laisse personne indifférent.
À l'occasion de l'exposition qui s'est tenue au musée de Gouda en 2018, Marc Couwenbergh décrit ce tableau comme la « Mona Lisa de Pourbus ». Dans un autre article plus détaillé, il émet l'hypothèse que ce portrait pourrait être celui de Anna van Egmont, la première femme de Guillaume d'Orange. Il compare ce portrait à celui qui est détenu dans les collections royales de La Haye, et souligne les similarités troublantes de ces deux portraits.
Mais son art des portraits se reflète aussi dans les portraits de groupes, dont un bel exemple sont les panneaux d'aile avec des portraits des membres de la noble confrérie du Saint-Sang. Ce regroupement des personnages ainsi représentés laisse penser que Pourbus doit avoir vu l'œuvre du peintre d'Utrecht Jan van Scorel.

#### Peinture d'histoire
Pourbus peut désormais également faire ses preuves en tant que peintre d'histoire.
Il donne ainsi une suite à son impressionnant Jugement dernier, qui fait maintenant partie de la collection du Groeningemuseum, et à la magnifique Annonciation du musée de Gouda, avec une petite Crucifixion en 1557.

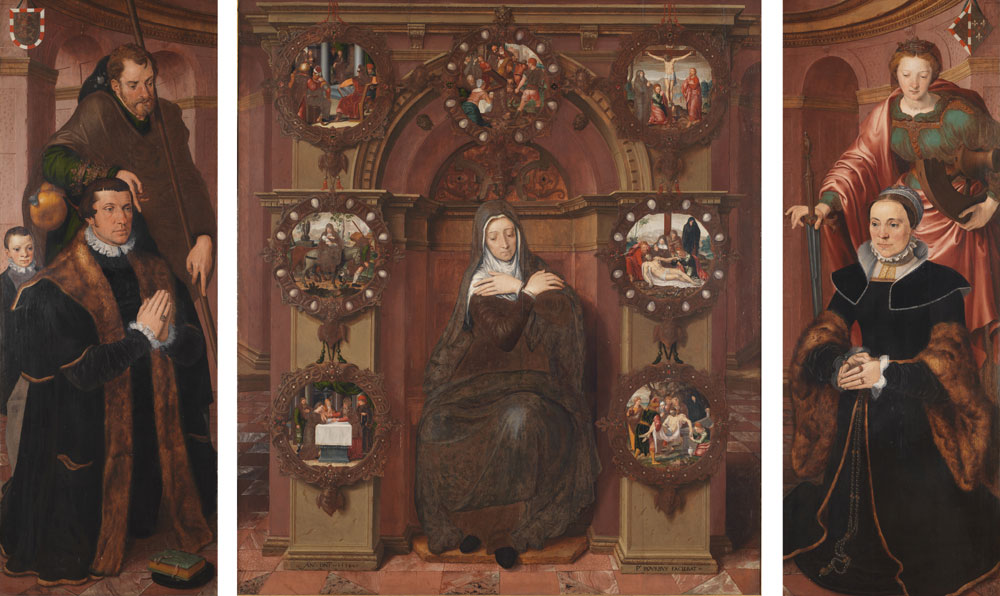
Van Belle Triptych, 1556, Église Saint-Jacques, Bruges

Mais plus que toute autre œuvre, le Triptyque Van Belle illustre comment le style Pourbus a mûri.
À bien des égards, ce triptyque est un élément clé de son œuvre, non seulement parce qu'il est l'un de ses meilleurs tableaux, mais aussi parce qu'il est très bien documenté dans les documents d'archives. Par exemple, l'un des éléments qui ont survécu est le dessin de conception original que Pourbus a présenté à Joos Van Belle pour son approbation. La feuille porte des commentaires manuscrits, dans lesquels l’artiste accepte de dépeindre la Vierge non pas les mains serrées mais dans une posture plus résignée : « les bras croisés l'un sur l'autre ».
Le thème de Notre-Dame des Sept Douleurs sur le panneau du milieu était très populaire à l'époque de Pourbus, et il a été sans doute très difficile pour l'artiste de proposer une nouvelle composition convaincante pour représenter le thème. La représentation faite par Pourbus de la Vierge Marie doit beaucoup à la statue de la Vierge à l'enfant de Michel-Ange à l'église Notre-Dame de Bruges.
Le succès de Pourbus est confirmé par sa Pietà de 1558 (maintenant à l'église Saint-Maurice d'Annecy) et son Adoration du veau d'or, peinte vers 1559, actuellement exposée à la National Gallery de Dublin.
Pourbus devient le principal représentant de la Haute Renaissance italienne propagée à Anvers par Frans Floris. Il s'agit d'un idiome stylistique qui est complètement contraire à la tradition gothique alors profondément ancrée. Un exemple de ce style de haute renaissance est les grotesques dans lesquels il dépeint les portraits de M. et Mme Ghuyse-Van Male.
À ce stade, le travail de Pourbus présente un pinceau plus translucide et plus confiant et un style de composition clair qui parvient à concilier tradition et innovation. Ces aspects sont facilement apparents dans le Triptyque Van Belle, dans lequel il paraphrase la composition de La Vierge à l'enfant avec le chanoine Van der Paele de Jan van Eyck de 1436, qui fait maintenant partie de la collection du Groeningemuseum de Bruges.
Par l'innovation de son style, Pourbus fait sa marque sur la production artistique de Bruges et des environs. C'est sans nul doute ce fait qui amène Lodovico Guicciardini à le nommer comme l'un des peintres les plus importants de son temps dans sa Descrittione di tutti i Paesi Bassi (Description de tous les Pays-Bas) en 1567.

#### Pourbus, premier peintre de Bruges

Portrait de femme au blason inconnu, 1565, National Galleries of Scotland, Édimbourg

Lancelot Blondeel meurt en 1561. Pourbus devient alors le premier peintre de Bruges.
Dans les années qui suivent, il enseigne à de nombreux apprentis, dont son fils Frans et Antoon Claeissens (en).
Les affaires vont bien, mais artistiquement parlant, Pourbus semble stagner quelque peu durant cette période.
Cependant, il montre de temps en temps ses talents de portraitiste exquis, comme dans le portrait d'une femme de 26 ans, maintenant dans les collections du musée d'Édimbourg. Malgré les armoiries, cette jeune femme n'a pas encore été identifiée. Elle pourrait faire partie de la famille De Grave, originaire de Flandre mais installée en Andalousie. Si tel est le cas, ce serait encore une fois un rappel de la présence espagnole à Bruges à l'époque.
Le portrait montre un raffinement et une grâce si immenses qu'il a été considéré pendant une grande partie du xixe siècle comme un portrait de Marie Stuart, reine d'Écosse. Avec sa stylisation douce et émaillée, Pourbus a imprégné le visage de la femme d’une qualité introvertie et énigmatique. Cela rappelle les affirmations de Guicciardini selon lesquelles, à Bruges, « les femmes sont aussi belles, charmantes, modestes et tempérées que dans n’importe quelle ville de ces terres ».

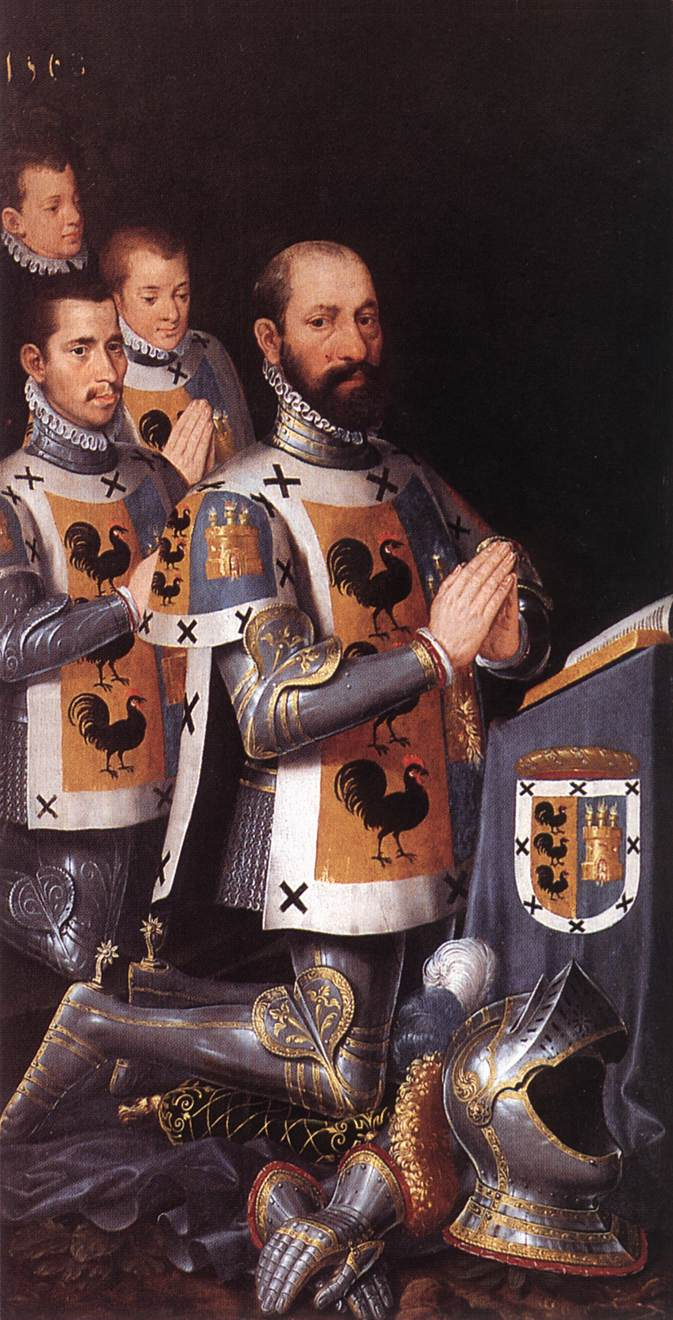
Portrait de Jan Lopez Gallo et de ses trois fils, 1568, Groeningen Museum, Bruges

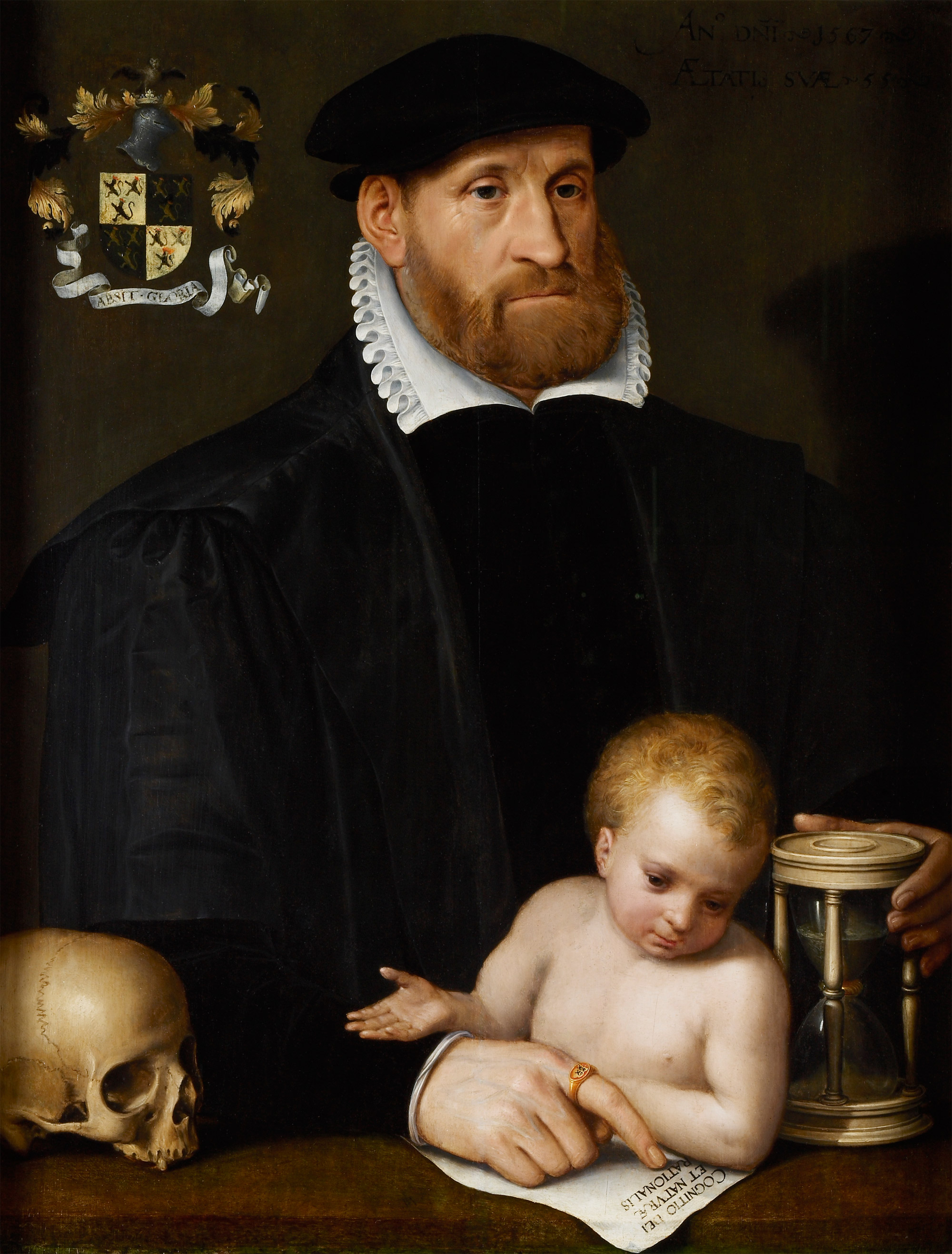
Portrait de François Van der Straeten, 1567, Musée Mayer Van Den Bergh, Anvers

En 1567, Pourbus réalise un autre portrait du chevalier François van der Straten. Il s'inspire d'une gravure allégorique de Cornelis Theunisz de 1537 dans laquelle un enfant, un sablier et un crâne rappellent la fugacité de la vie de la même manière. Van der Straten était une autorité de premier plan du Franc de Bruges et un avocat de formation académique. Le texte qu’il signale sur la note de sa main se lit comme suit : « COGNITIO DEI ET NATVRAE RATIONANIS » (« Connaissance de Dieu et de la nature raisonnable »). C'est une référence à sa vision humaniste de la vie. Sa devise, « ABSIT GLORIA » (« rejette la gloire »), rappelle les vanités. Il semble connu de Pourbus pour avoir notamment joué un rôle important dans la décision du 13 décembre 1561 lui accordant la commande de la Grande Carte mentionnée ci-dessus.
La même année, il peint également le portrait de Pieter de Corte, l'évêque fraîchement nommé de l'évêché de Bruges récemment créé.
De Corte a été nommé par le roi Philippe II d'Espagne. Compte tenu du prestige de cette commission, elle a naturellement été accordée à Pourbus.
Son Portrait de Juan Lopez Gallo (es) et de ses fils, datant de 1568, prouve une fois de plus que les liens avec sa clientèle espagnole ne s'étaient nullement affaiblis. Son travail peut même être trouvé jusqu'aux îles Canaries. Là, Pourbus a traité les différentes coutumes de ses clients d'une manière très spéciale, en ajustant la taille de ses retables en fonction de la taille de l'autel qui était coutumier en Espagne à l'époque.
Parfois, il laisse l'exécution réelle des peintures pour ses clients les plus éloignés au personnel de l'atelier, comme le montre son Mont du Calvaire à la cathédrale de San Pedro à Soria.

### De 1570 à la mort de Pourbus

#### Années 1570
Après l'énorme effort de la Grande Carte, il semble que Pourbus a encore plus de temps pour les commandes régulières.
Ses élèves ont depuis quitté son atelier. Son fils Frans Pourbus l'Ancien part pour Anvers en 1569 pour y faire fortune en tant que peintre, et Antoon Claeissens (en) devient le peintre officiel de la ville de Bruges en 1570.
Pourbus continue de peindre des portraits. Son style change légèrement, comme en témoigne son portrait d'Olivier Nieulant daté de 1573, qui se trouve aujourd'hui au Musée royal des Beaux-Arts d'Anvers. Son travail au pinceau devient moins transparent et ressemble plus à l'émail. Ce changement est également apparent dans ses peintures d'histoire, comme le retable de saint Hubert dans la collection du musée Gouda. Le changement donne une apparence plus fraîche, une qualité plus classique à son travail, mais le rend également légèrement plus rigide.

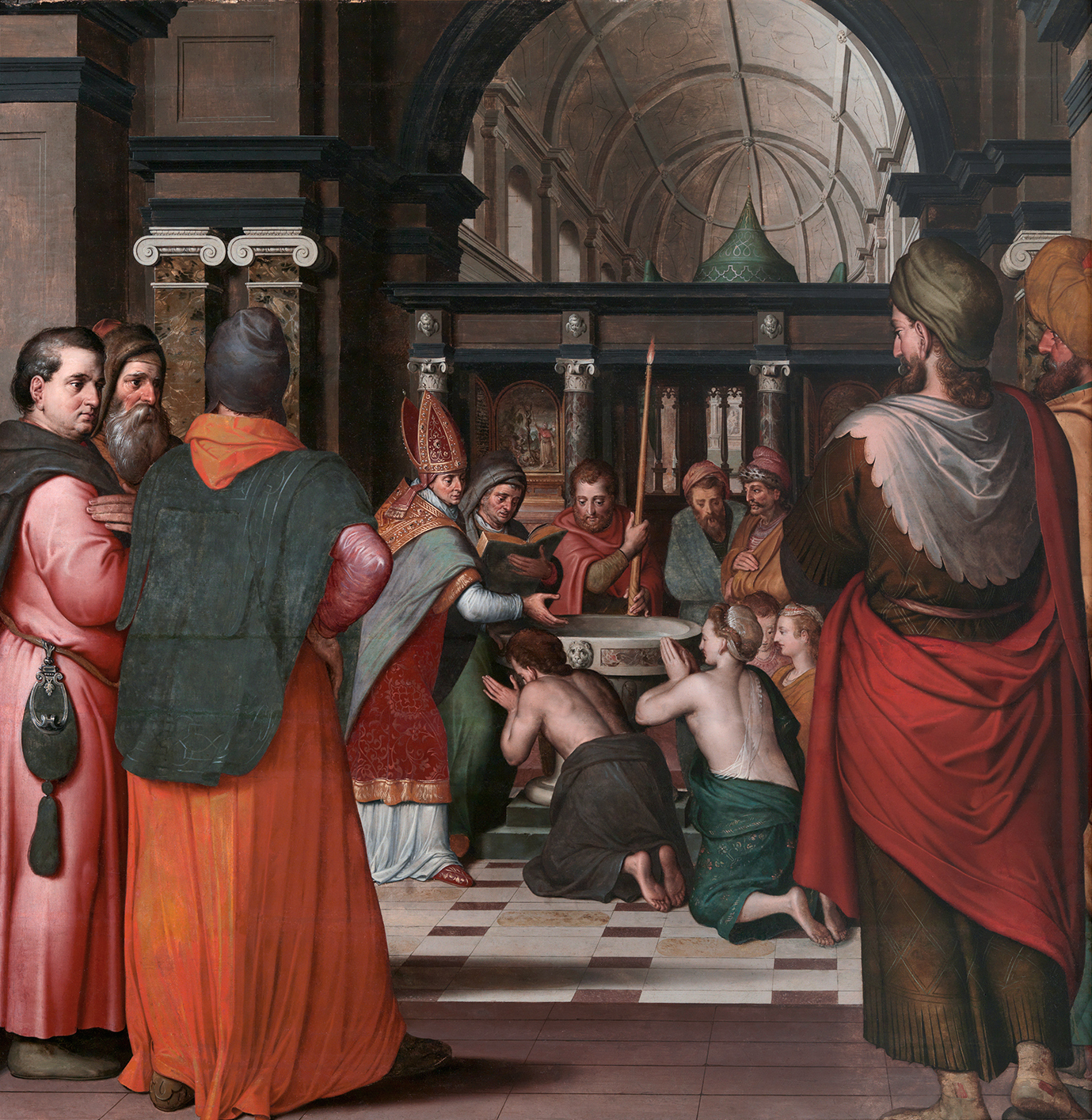
Baptême de saint Eustache. 130 x 131 cm, Musée de Gouda, Pays-Bas

Il est aussi remarquable de voir à quel point Pourbus est capable de concentrer ses compositions ou inventions sur l'idiome de la renaissance italienne, étant donné qu'il n'est jamais allé en Italie. Un exemple de cela, encore une fois, est le retable de saint Hubert, peint avant 1572, qui est loué par Van Mander comme le meilleur travail de Pourbus, et parle d'un « beau temple, avec la perspective très bien faite ». Ce tableau, partie d'un retable dont les autres volets sont perdus, est appelé aussi parfois Baptême de saint Eustache.
Les légendes de ces deux saints, saint Hubert (ou Hubert de Liège) et saint Eustache (ou Eustache de Rome) sont en effet très proches. Une étude très fouillée sur ce tableau et les questions qu'il pose a été publiée lors de l'exposition de Gouda en 2018 par Josephina de Fouw.
Habituellement, Pourbus s'inspire du style de la renaissance italienne à partir de graphismes contemporains tels que ceux de Dürer, Raphaël et Titien. Par exemple, il s'est fortement inspiré de Titien pour le panneau central du triptyque de Damhouder à l'église Notre-Dame de Bruges, pour lequel il a également conçu un cadre entièrement conforme au style de la renaissance.
En tant que peintre bien établi, Pourbus est parfois considéré comme trop cher pendant cette période. Par exemple, à l'automne de 1571, il crée un dessin pour un retable pour l'église Notre-Dame (nl) de Damme, mais un peintre différent et moins cher, Jacob van den Coornhuuse (nl), est chargé de faire le travail à la place.

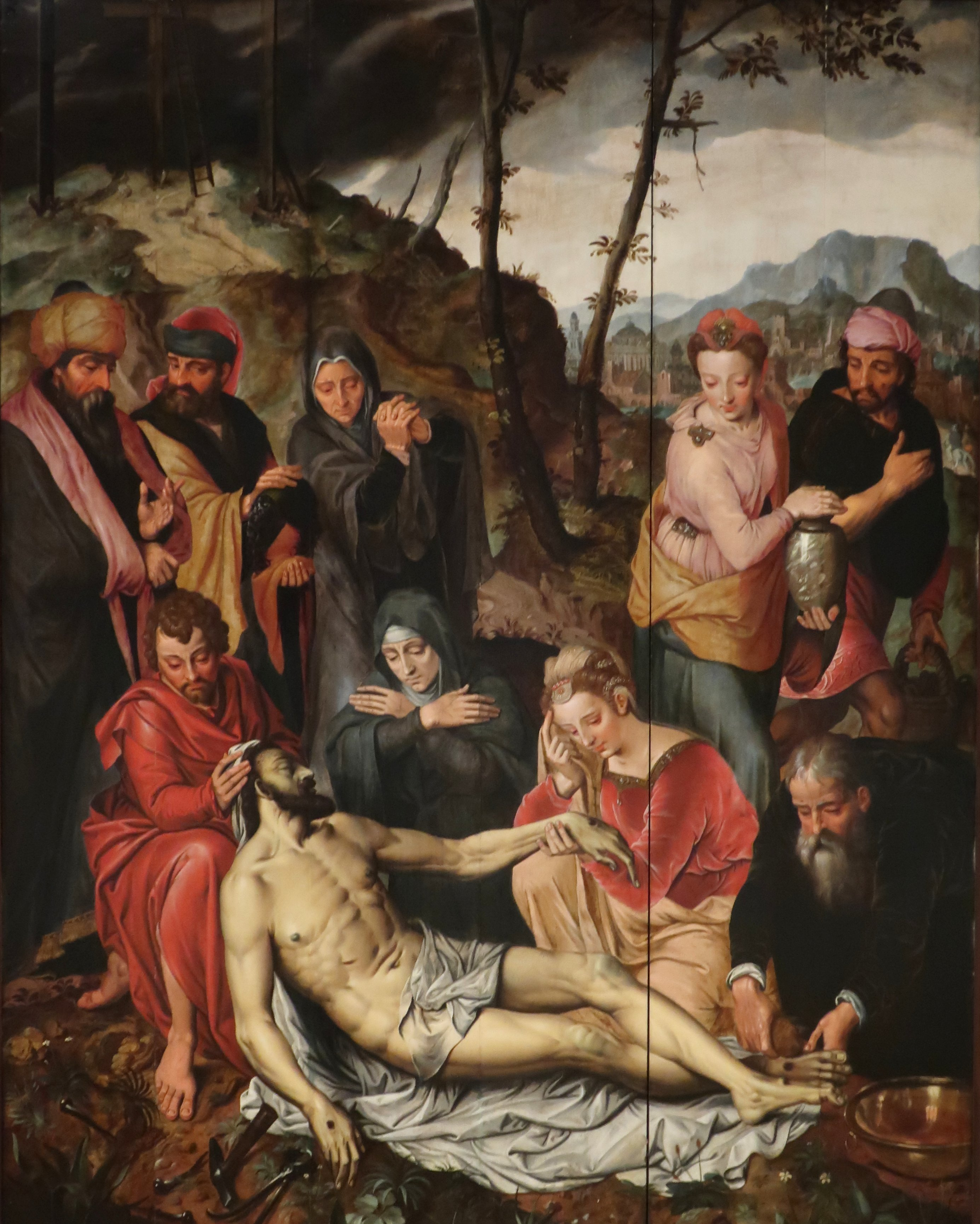
Lamentation, Collection Shorr.

Malgré tout, l'atelier de Pourbus continue de fonctionner sans heurts tout au long des années 1570. Entre autres, il travaille en étroite collaboration avec Antoon Claeissens (en), qui utilise le style Pourbus plus que quiconque à Bruges au début de sa carrière.
La pièce monumentale Lamentation de la collection Schorr, un des temps forts de l'exposition au Musée Gouda en 2018, est le résultat d'une collaboration intensive entre les deux.

#### Années sombres
En 1578, une force militaire vient frapper aux portes de la ville de Bruges.
Il y a peu de résistance à l'invasion. Tout comme Gand avant elle, Bruges devient une république calviniste. La ville, qui a à peine ressenti le torrent de la fureur iconoclaste en 1566, n’est pas en mesure d’échapper à l’emprise de la guerre de 80 ans.
Une fois que la menace de guerre augmente après l'échec de la pacification de Gand, le magistrat de la ville demande à plusieurs reprises à Pourbus son avis sur la construction des défenses de la ville. Sa connaissance de la gestion de l'eau, par exemple, peut être utile pour inonder certaines zones comme manœuvre défensive.
Même après le changement de pouvoir qui a suivi la prise de la ville en 1578, Pourbus continue de servir les autorités de la ville désormais protestante et bénéficie de la confiance des magistrats. Par exemple, il est nommé chef de district de son district de Sint-Nicolaas-Zestendeel en décembre 1580. Cela peut indiquer qu'il s'est converti au calvinisme, comme son fils. Après tout, le passage du catholicisme au calvinisme à Bruges signifie que Pourbus devient intimement lié au réseau protestant.
Il avait déjà peint les portraits de divers protestants de premier plan au cours des années précédentes, comme le chef de guerre Jan Wyts et des dirigeants calvinistes comme Pieter Dominicle. Pourbus a à peine le temps de peindre pendant ces années.

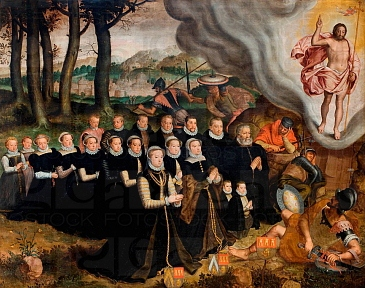
Zeghere van Male, 1578

Son épitaphe pour le catholique Zeger van Male, un riche marchand connu aussi pour son livre de chansons, remonte probablement à 1578, avant l'invasion des protestants gantois.
En 1580, il peint un plan particulier de l'Abbaye des Dunes qui devait servir de guide pour la reconstruction du complexe monastique après la guerre. Apparemment, il a suffisamment de crédibilité au sein de la communauté catholique réprimée pour obtenir cette commission.
D'autre part, à l'automne de la même année, il crée également les dessins de l'église désacralisée de Saint-Christophe (le site pour lequel il a peint l'autel des poissonniers avec son fils seulement quatre ans auparavant), transformée en halle du marché, car elle n'était plus autorisée à être utilisée pour le culte.
Pieter Pourbus décède en janvier 1584.
Il a peut-être été l'une des nombreuses victimes de la peste qui frappe Bruges à l'époque. Sa veuve, Anna Blondeel, reçoit une pension du magistrat de la ville et du Franc de Bruges. La mémoire de Pourbus est honorée de différentes manières. Son portrait est accroché dans le hall de la guilde en souvenir de lui.

## Père fondateur d'une dynastie de peintres
L'œuvre de Pourbus est souvent considérée comme le chant du cygne de l'ancienne école de peinture de Bruges.
En même temps, il a été également un innovateur notoire. Pour l'histoire de l'art, il reste la figure phare de sa génération à Bruges.
Il est un artiste polyvalent qui pratique son art dans tous les registres, des questions très simples jusqu'à la fourniture de conseils stratégiques pour les autorités de la gestion de l'eau du Franc de Bruges.
Stylistiquement parlant, il fait partie de la génération de Frans Floris, la génération qui a réalisé la percée de la Renaissance italienne dans les Pays-Bas. L'entrée joyeuse de Charles V et du prince Philippe II, qui date de 1549, en témoigne. C'est l'occasion idéale pour initier le public à de nouvelles innovations radicales.
Pourbus a développé une main très reconnaissable, caractérisée par une retenue classique, avec un style sobre dominé principalement par des lignes claires.
Il est parvenu à se faire un nom de son vivant comme l'un des peintres les plus importants de sa génération, à Bruges et ailleurs. Ainsi, des contemporains italiens comme l'historien Ludovico Guicciardini et l'artiste biographe Giorgio Vasari en font mention.
Tout en comparant sa personnalité artistique à des contemporains tels que Maarten de Vos et Pieter Brueghel l'Ancien, ce qui peut amener à mettre son talent dans une perspective plus large, il est inégalé en tant que portraitiste. Il continue de surprendre sur ce front tout au long de sa carrière, à la fois avec des portraits individuels et des représentations de groupe. Cela le distingue comme un extraordinaire chroniqueur visuel de l'histoire mouvementée de Bruges du XVIe siècle. L’influence de Pourbus sur son environnement immédiat persiste.
En tant que mentor de son fils et petit-fils, Frans Pourbus l'Ancien (1545-1581) et Frans Pourbus le Jeune (1569-1622), il acquiert une renommée internationale. À ce titre, Pourbus est le père fondateur d'une lignée artistique qui donnera le ton dans le domaine du portrait pendant trois générations, jusqu'à l'arrivée du portrait baroque qui les remplace.

## Œuvres

### Peintures
On recense avec certitude une quarantaine d'œuvres de sa main. Et on lui en attribue une trentaine d'autres. Outre les tableaux illustrant l'article, on recense aussi :
- Nativité (1574), église Notre-Dame de Bruges ;
- Le Jugement dernier (1551), huile sur bois, 228,5 × 181 cm, provient du Palais du Franc de Bruges, Groeningemuseum, Bruges ; inspiré du Jugement Dernier de Michel-Ange ;
- Le Triptyque de la Cène (v.1559), cathédrale Saint-Sauveur de Bruges ;
- Allégorie de l'amour (1546), huile sur bois, 206 × 133 cm, Wallace Collection, Londres[18] ;
- Portraits de Jan van Eyewerve et Jacqumyne Buuck (1551), Groeningemuseum, Bruges ;
- Maître de la légende de Sainte Lucie , église Saint-Jacques, Bruges ;
- Portrait d'un jeune homme (1565), huile sur bois, Palais des beaux-arts, Lille.

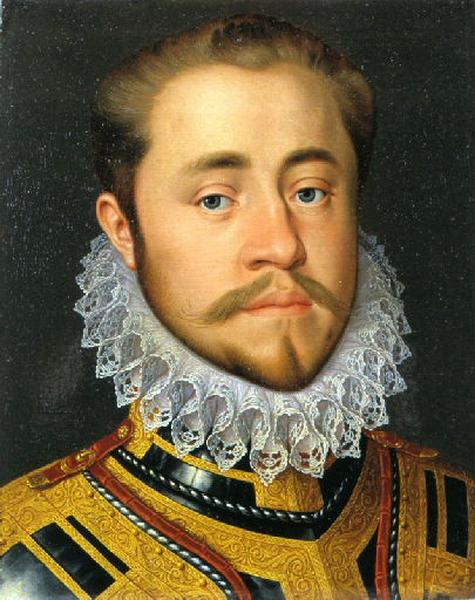
Portrait d'un noble en armure, 35 x 27,2 cm, Musée de Picardie, France
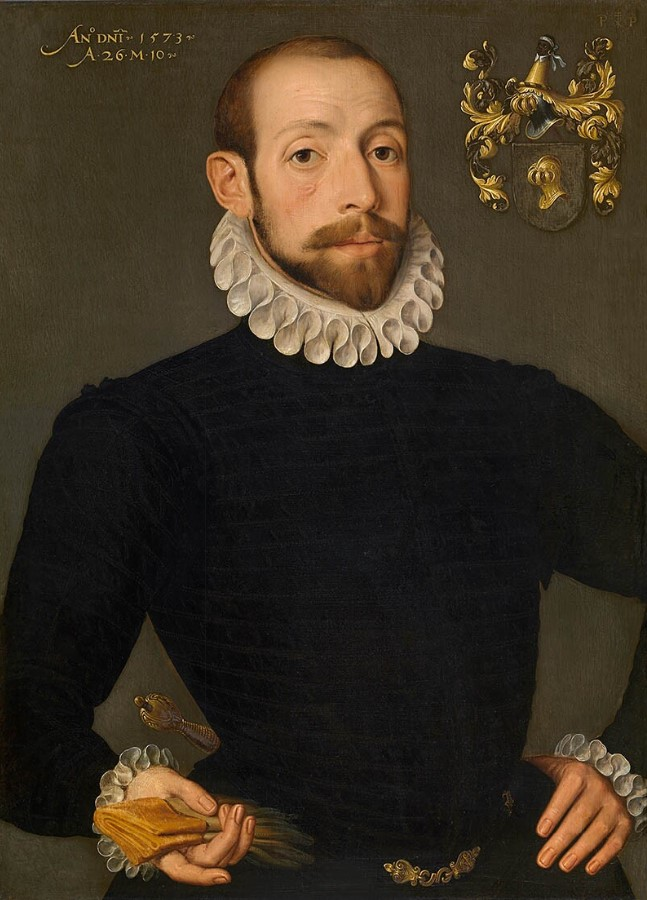
Portrait d'Olivier van Nieulant, 1573, Musée des Beaux-Arts, Anvers
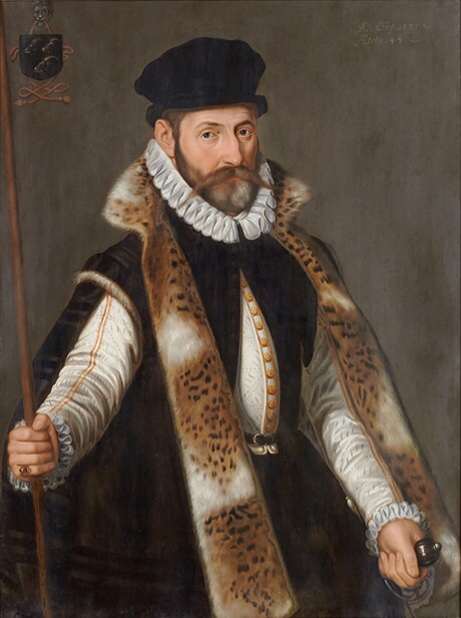
Portrait de Christian van der Goes, 1574, 91 x 67,5 cm
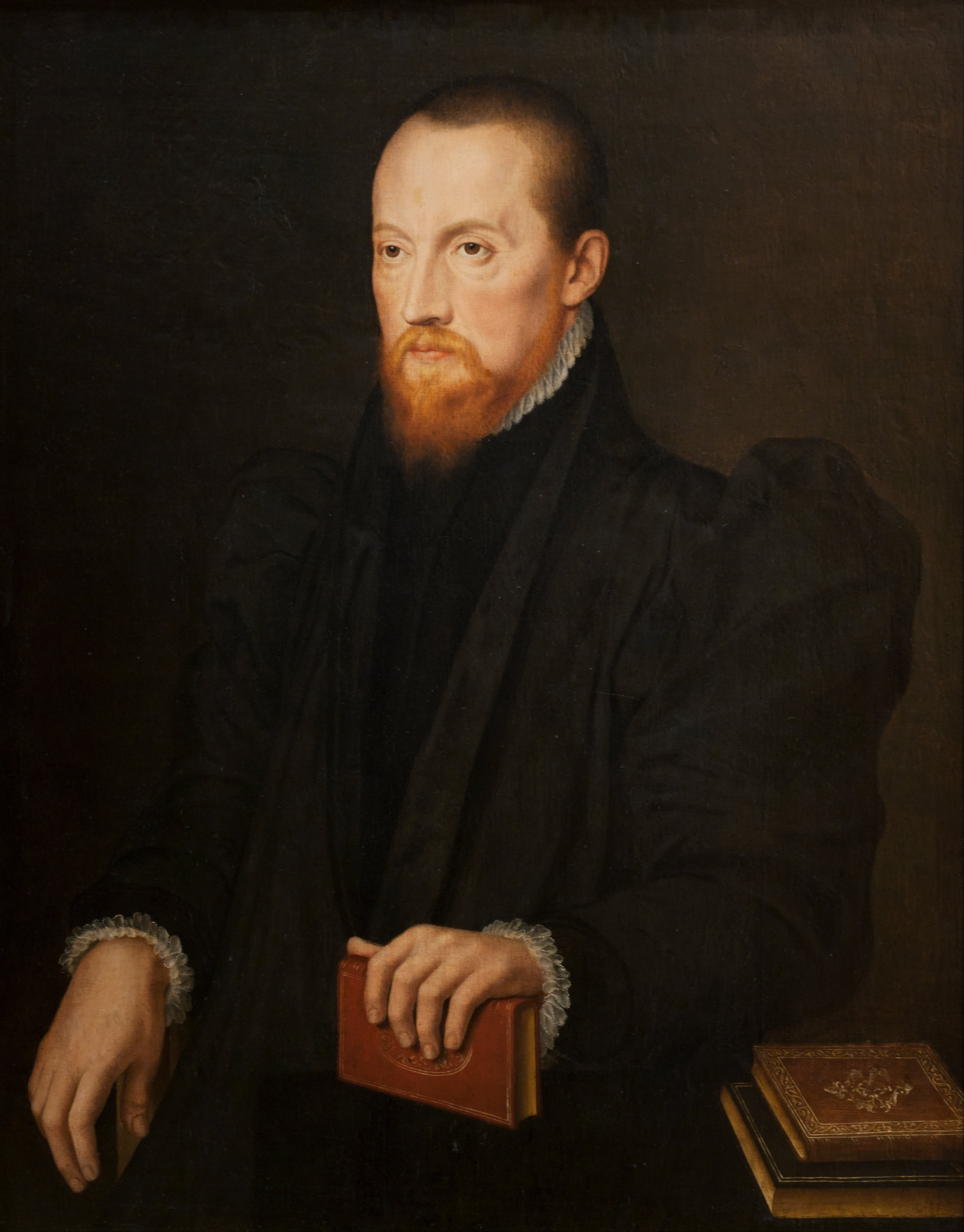
Portrait d'une homme à la barbe rousse, assis, 1555, 84 x 65 cm, Fondation de la banque Santander.
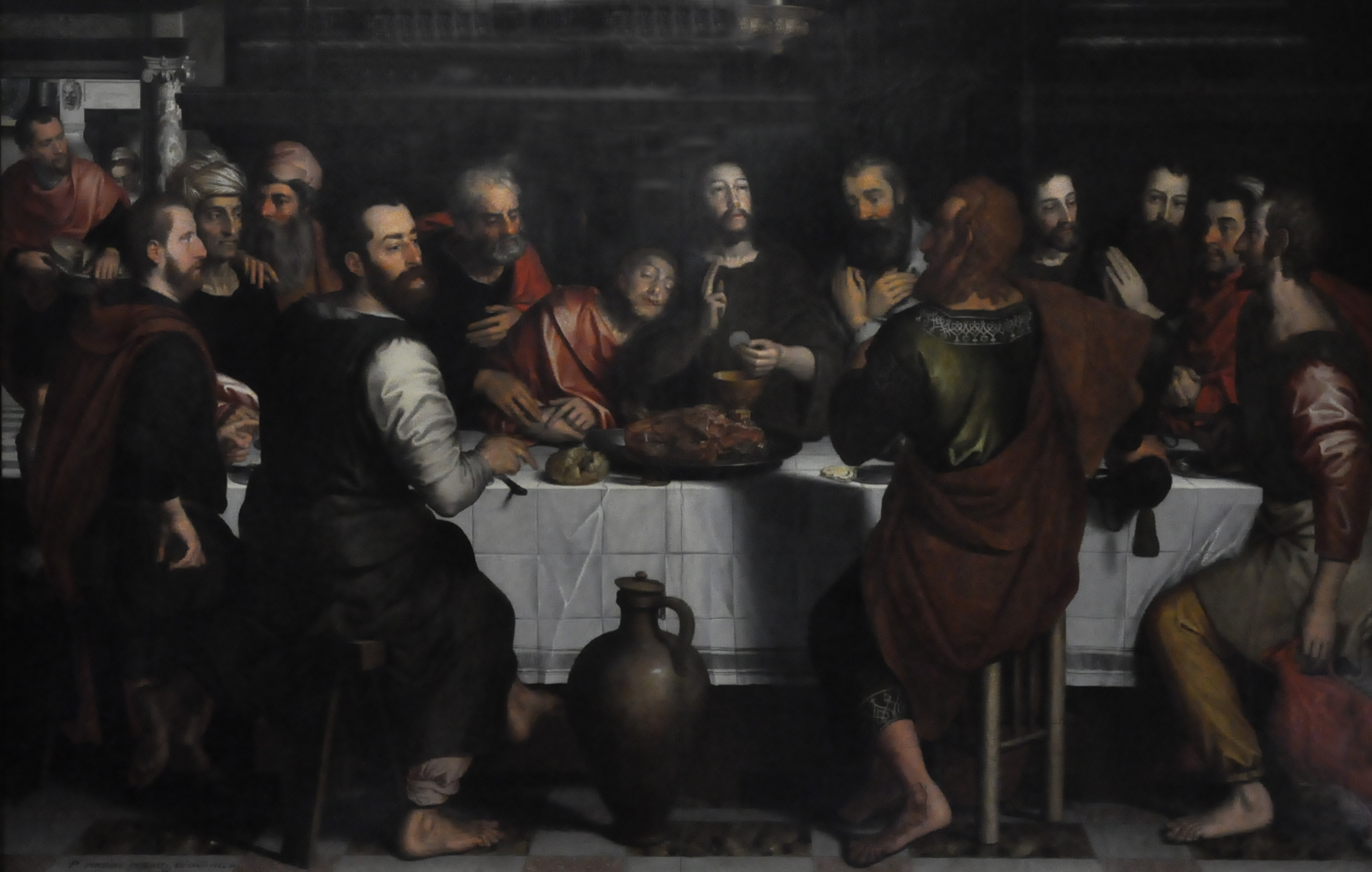
La Cène, 1562, 146,5 x 230,5 cm, Eglise Notre-Dame, Bruges, Bruges

### Dessins et études préparatoires
- Etude pour le triptyque de Notre-Dame des Sept Douleurs, plume, encre noire et lavis d’encre de Chine, mise au carreau à la sanguine, 23 × 35,6 cm[50]. Paris, Beaux-Arts[51]. Cette feuille préfigure son triptyque de 1556 commandée par Joos van Belle, aujourd'hui conservée à l'Eglise Saint-Jacques de Bruges. Signée des deux parties, l’inscription stipule que Marie doit être représentée les bras croisés l’un au-dessus de l’autre, d’une façon attristée. Cette modification de l’attitude de la Vierge, demandée par le commanditaire, fut adoptée dans la version finale.